# Племена Сваті
Сваті (урду: سواتی) — народ, що проживає в окрузі Хазара в пакистанській провінції Хайбер-Пахтунхва. Сьогодні сваті зазвичай розмовляють гіндко або пушту як основними мовами та ідентифікують себе з гіндкованами та пуштунами. Маючи дардійське походження, сваті спочатку розмовляли дардійськими мовами, такими як гібрі та ядрі, і були корінними мешканцями долини Сват. Вони були пуштунізовані після окупації Свату Юсафзаєм у 16 столітті і були переміщені до Кохістану. В історичних джерелах пуштуни називали сватів «дехганами». Це не було етнічним позначенням, а просто вказувало на те, що вони були сільськими жителями. Їх також іноді називають таджиками, що є загальним етнонімом, який пуштуни використовують для опису своїх сусідів-дардійців. Хемфіл (2009) відкидає твердження Іббетсона (1916:95-6) про сваті як «расу індуїстського походження» з півострівної Індії, припускаючи, натомість, що сваті виявляють більшу спорідненість зі своїми сусідами на північному заході і з людьми в долині Інду на півдні.